# Droit inca
 (février 2024).
Le droit inca ou incaïque désigne les pratiques normatives d'organisation sociale de la civilisation inca, par exemple concernant les différentes obligations des gens ou bien la gestion des comportements dangereux. Les questions autour de cet objet juridique sont aujourd'hui en grande partie liées à la résurgence des systèmes juridiques autochtones au Pérou.